# セディーゲ・ドウラターバーディー

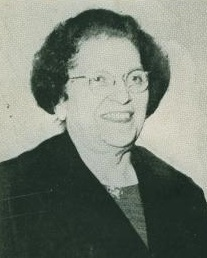
セディーゲ・ドウラターバーディー

セディーゲ・ドウラターバーディー（ペルシア語: صدیقه دولت‌آبادی, ラテン文字転写: Sedīqeh Dowlatābādī; 1882年 - 1961年）はイランの女性活動家。女子教育の推進を主張した。

## 生涯
エスファハーン生まれ。生年はイラン暦1300年で、西暦では1882年。1883年とする資料もある。母親はハーテメ・ベーグムといい、ウラマーを多く輩出した、地元では名門の家系の出身。父親はハーディー・ドウラターバーディーというカーディーも務めたウラマーで、モジュタヘドでもあった。父親は進歩的な思想を持ち、テヘランで娘に教育を受けさせた。セディーゲが受けた教育は私教育である。モハンマド・ラーフィウ・アッタリーという知識人に私的に授業を受けた。その後、ダーロルフォヌーン学院で高等教育を受けた。また20歳（あるいは15歳）のとき、かなり歳の離れた医者と結婚したが、後年（1921年）離婚した。
ドウラターバーディーは、女性が社会進出するには女子教育しかないという信念を持っていた。1917年にエスファハーンに「マクトブハーネイェ・シャリーヤート」あるいは「ウンム・ル・マダーリス」という名の女子初等教育機関を設立した。「ウンム・ル・マダーリス」とは「諸学校の母」を意味する。しかしながら、宗教的保守派による異議を受けてウンム・ル・マダーリスは閉鎖され、ドウラターバーディーは逮捕された。当時、女子校は「売春宿」などと呼ばれて批判されたり閉校させられたりした。

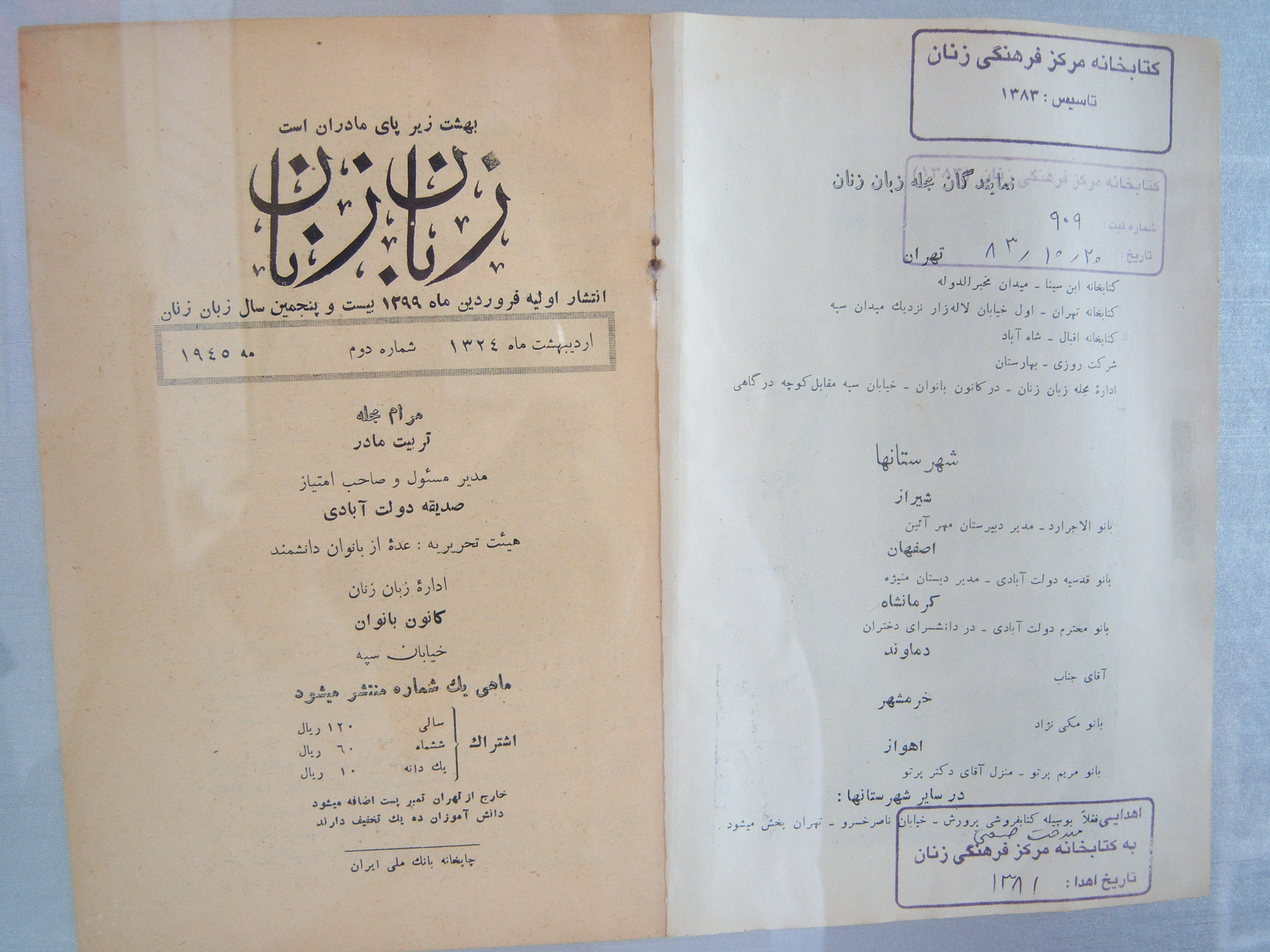
『ザバーネ・ザナーン』

女性が学ぶためには女子教育の必要性や諸問題について扱った報道や論説が必要であると認識し、1919年に女性のためのガゼット紙『ザバーネ・ザナーン』（女性たちの声）をエスファハーンで刊行し始めた。『ザバーネ・ザナーン』はイランで刊行された女性のための新聞としては3番目であり、1921年まで57号の発刊を続けた。女性の権利について、歯に衣着せぬ物言いと進歩的な姿勢で注目された。ドウラターバーディーは発刊を始めるにあたって、都市における女性の権利の「発達の立ち遅れ、精神薄弱」に何としても挑戦したいと宣言している。ガゼット紙の刊行と時を同じくして、エスファハーン女性協会も設立した。
1932年にテヘランで第2回東洋女性会議が開催された。議長はシャムス・パハラヴィーであり、その秘書をドウラターバーディーが務めた。
イギリスのイランへの干渉に反対し、輸入品のボイコットや国産品の使用を推奨する論説を書いた。
1925年からイランの知識人層の間では、女性がヴェールを脱ぐことをめぐって、それが国の近代化を進める推進力になりうるか、女性の社会参加を増進させるかというような議論が盛んになった。1920年代遅くから1930年代にかけて、政府がヴェール着用の禁止を政策として導入しようと計画していると噂され、1936年には実際に「キャシュフェ・ヘジャーブ」改革として発布された。ドウラターバーディーは女性にヴェールを脱ぐよう、率直な言葉で語りかけた。しかしこのことにより彼女は安全を脅かされるようになった。
1926年にドウラターバーディーはパリへ赴き、国際女性同盟の会議に出席、帰路も洋装、ヴェール無着用のいでたちであった。しばしばドウラターバーディーはイランでヴェールを脱いだ最初の女性とされる。1928年には完全にヴェール無着用の状態で公衆の面前に現れた。当時、ドウラターバーディーとともに女性の服装改革を唱えていた女性としてはハディージェ・アフザル・ヴァズィーリーがいる。 1936年にシャーはヴェール着用を正式に禁止した。ドウラターバーディーは政策を積極的に支持し、政府により新しく組織された女性団体カーヌーネ・バーヌヴァーンに参画した。カーヌーネ・バーヌヴァーンはシャーの娘、シャムスが総裁として、諸女性団体を統一させ、女性がヴェールを着用しない社会に備えるものであった.。
ドウラターバーディーは教育省が管轄する女性センターのセンター長を1941年まで務めるが、この組織は自由裁量があまり認められていなかった。詩人のパルヴィーン・エーテサーミーの記念事業を計画しても、逐一、認可が必要というありさまだった。
ドウラターバーディーは1961年8月27日に80歳で死去した。Zargandeh にあるエマームザーデ・エスマーイール墓地にあった彼女のきょうだいの墓の隣に埋葬されたが、1978年の革命の際に墓標等が毀損する被害に遭った。
アムステルダムの研究所がドウラターバーディーの資料をいくつか保管しており、2016年には女性運動の背景を知る特別展示で公開されたこともある。

## 発展資料
- Sediqeh Dowlatabadi: Letters, writings and memories, ed. by Afsaneh Najmabadi & Mahdokht Sanati, 3 vols. (Midland, Chicago 1998). [in Persian]
- Jasmin Khosravie, Zabān-i Zanān – The Voice of Women. Life and Work of Ṣadīqa Daulatābādī (1882-1961) (EB-Publishers, Berlin 2012). [in German]
- Mohammad Hossein Khosroupanah, The aims and the fight of Iranian women from the Constitutional Revolution until the Pahlavi dynasty (Payam-e Emruz, Tehran 2002). [in Persian]
- Afsaneh Najmabadi, Women with mustaches and men without beards: Gender and sexual anxieties of Iranian modernity (Univ. of California Press, Berkeley 2005).
- Eliz Sanasarian, The women’s movement in Iran: Mutinity, appeasement, and repression from 1900 to Khomeini (Praeger, New York 1982).